# Bitwa pod Jabłoniem
Bitwa pod Jabłoniem – starcie podczas agresji ZSRR na Polskę, stoczone w dniach 28–30 września 1939 między jednostkami Armii Czerwonej a SGO „Polesie” gen. Franciszka Kleeberga.
Po dotarciu do obszaru wsi Jabłoń, 9 Pułk Strzelców Konnych obsadził jej zabudowania i szosę z Wisznic, Dywizjon Kawalerii KOP „Niewirków” rozlokował się w Paszenkach, a 5 Pułk Ułanów Zasławskich w Dawidach.
Po południu 28 września jednostki sowieckie zaatakowały polskie placówki przy szosie prowadzącej do Wisznic, wyprowadzając uderzenie w kierunku Jabłonia. Pomimo zaskoczenia, natarcie to załamało się pod polskim ogniem maszynowym i artyleryjskim, który doprowadził do zniszczenia 4 czołgów sowieckich. Nastąpiła wówczas całonocna intensywna wymiana ognia, jednak czerwonoarmiści nie zdecydowali się na ponowny atak.
Rano 29 września Podlaska Brygada Kawalerii wyruszyła w stronę Parczewa i pod Kostrami została zaatakowana przez podjazd kawalerii bolszewickiej. W okolice wsi Jabłoń skierowała się Dywizja Piechoty "Kobryń", jednak manewry utrudniło jej silne uderzenie 143 Dywizji Strzeleckiej. W godzinach popołudniowych w rejonie wsi i wzgórza Puchowa Góra kolumna czołowa dywizji została zaskoczona atakiem oddziałów sowieckich. Po wyparciu czerwonoarmistów ze wsi oddział zajął pozycje na skraju Puchowej Góry i wysłał patrole w kierunku wsi Jabłoń, które stwierdziły wzmożony oddziałów sowieckich na drogach. Po otrzymaniu tych meldunków artyleria rozpoczęła ostrzeliwanie drogi na Jabłoń.
Po rozpoznaniu sił nieprzyjaciela oddziały uderzyły na tyły 143 Dywizji Strzeleckiej w północnej części wsi. Spychane siły czerwonoarmistów wyprowadziły kontrnatarcie w postaci kilkunastu czołgów lekkich, jednak szybko załamało się ono pod polskim ogniem. Uciekający sowieccy żołnierze pozostawili w polu sprzęt, rannych i zabitych. W trakcie walk Polaków zbombardował klucz samolotów sowieckich, które następnie skierowały się nad Jabłoń, nie wyrządzając jednak większych szkód.
Wieczorem miało miejsce ostatnie natarcie piechoty sowieckiej wspartej czołgami, które nie wyrządziło większych strat i szybko załamało się, umożliwiając przemieszczenie dywizji "Kobryń" w okolicę lasu Milanów.
Po starciu odnaleziono ciała polskich podoficerów zamordowanych przez czerwonoarmistów, które zostały odarte z odzienia. Podczas przesłuchania 50 sowieckich jeńców, ci obszernie relacjonowali złe warunki w kraju i prosili o możliwość wstąpienia w polskie szeregi. Pomimo początkowego zaskoczenia, gen. Kleeberg wyraził zgodę na wcielenie ich w szeregi SGO "Polesie".